# Bundesstrasse 5
Bundesstrasse 5 (tysk stavning: Bundesstraße, förkortas B5) är en förbundsväg i norra och östra Tyskland. Vägen är 553 km lång och går igenom förbundsländerna Schleswig-Holstein, Hamburg, Mecklenburg-Vorpommern, Berlin och Brandenburg. Vägens nordvästra ände ligger vid den danska gränsen (där den på den danska sidan fortsätter som primærrute 11). Genom Berlin passerar vägen förbi Brandenburger Tor. Den ursprungliga sträckan ledde genom Brandenburger Tor och över Unter den Linden, men då Brandenburger Tor idag är spärrad för biltrafik leds vägen runt söderut. Vägen löper tillsammans med Bundesstrasse 2 genom Mitte fram till Alexanderplatz. Öster om Alexanderplatz och genom östra Berlin löper vägen gemensamt med Bundesstrasse 1 fram till staden Müncheberg, där B 1 och B 5 åter delar sig. Vägen slutar vid polska gränsen vid gränsövergången över Oder mellan Frankfurt an der Oder och Słubice.

## Historia
Stora delar av vägen anlades ursprungligen som del av det preussiska landsvägsnätet under 1800-talet. Sträckningen skyltades under 1930-talet som Reichsstrasse 5, och löpte på sin mellersta del först norr om Berlin genom Eberswalde. 1940 ändrades skyltningen så att vägen istället för att kringgå Berlin löpte genom stadens centrum. Före 1945 löpte vägens östra del över Oder och genom Schlesien, förbi Crossen an der Oder, Grünberg in Schlesien, Breslau, Ohlau och Oppeln till Beuthen.
Mellan 1949 och 1987 fungerade vägen som transitväg genom Östtyskland, mellan Västberlin och Västtyskland, med gränsövergångar vid Lauenburg-Horst och vid Heerstrasse i Berlinstadsdelen Staaken. Vägen ersattes som transitväg av den nybyggda motorvägen Hamburg-Berlin under 1980-talet. Anledningen var att de östtyska myndigheterna ville undvika att transittrafiken leddes genom bebyggelse, vilket försvårade gränsövervakningen. De avtalade därför med Västtyskland om bygget av en ny transitväg, som också avsevärt förkortade restiden.